# Ischnopteris
Ischnopteris là một chi bướm đêm thuộc họ Geometridae.